# Tore Nilsen (calciatore 1933)
Tore Nilsen (Fredrikstad, 28 ottobre 1933 – Fredrikstad, 13 maggio 2018) è stato un calciatore norvegese, di ruolo centrocampista.

## Carriera

### Club
Nilsen giocò nel Fredrikstad dal 1951 al 1962. Debuttò in squadra il 29 luglio 1951, nella vittoria per 0-1 sul campo del Sandefjord. Nonostante il debutto precoce, ci volle qualche anno prima che si affermasse stabilmente in prima squadra. Dal 1955, fu schierato con più regolarità. Nel 1957, il Fredrikstad centrò la vittoria finale nella Coppa di Norvegia e in campionato. Si ritirò dall'attività agonistica nel 1962. Praticò anche il bandy.

## Palmarès

### Club

#### Competizioni nazionali
- Campionato norvegese: 1

Fredrikstad: 1956-1957
- Coppa di Norvegia: 1

Fredrikstad: 1957